# Losing All Hope Is Freedom
Losing All Hope Is Freedom is het debuutalbum van Evergreen Terrace en kwam in 2001 uit. De titel komt uit het boek Fight Club van Chuck Palahniuk.

## Track listing
1. Sweet Nothings Gone Forever - 3:22
2. Tevis Sux - 1:57
3. Failure of a Friend - 2:19
4. Embrace - 3:58
5. Manifestation of Anger - 3:08
6. What Would Jesus Do With a Weapon - 2:19
7. In My Dreams I Can Fly - 3:32
8. Behind My Back - 2:14
9. This Wonderful Hatred - 3:22
10. Look Up at the Stars and You're Gone - 2:39
11. Sunday Bloody Sunday - 3:24 (U2-cover)